# Спинальная кошка
Спинальная кошка (или «спинальный препарат») — животное (кошка), у которой удалены все отделы мозга, кроме спинного. Используется в нейробиологии для изучения свойств и функций спинного мозга без участия более высоких уровней центральной нервной системы. Для исследований препарату нужно искусственно поддерживать температуру тела и дыхание.